# Parakiefferiella itachiquarta
Parakiefferiella itachiquarta är en tvåvingeart som beskrevs av Sasa och Kawai 1987. Parakiefferiella itachiquarta ingår i släktet Parakiefferiella och familjen fjädermyggor. Inga underarter finns listade i Catalogue of Life.